# Girma Wolde-Giorgis
Girma Wolde-Giorgis (født 28. december 1924 Addis Abeba i Etiopien, død 15. december 2018) var en etiopisk politiker og tidligere præsident i Etiopien. Han blev valgt til præsident den 8. oktober 2001 ved enstemmighed i det etiopiske parlamentet. Han var da en relativt ukendt politiker og det kom som et overraskende valg.
Etiopiske præsidenter kan sidde i en periode på seks år af gangen. Girma blev genvalgt som præsident den 9. oktober 2007. Han er gift og har fem barn, og han er medlem af den etiopisk-ortodokse kirke. Ved valget i 2013 måtte han give præsidentembedet fra sig til Mulatu Teshome.